# Saint-Coutant (Deux-Sèvres)
Saint-Coutant – miejscowość i gmina we Francji, w regionie Nowa Akwitania, w departamencie Deux-Sèvres.
Według danych na rok 1990 gminę zamieszkiwało 260 osób, a gęstość zaludnienia wynosiła 22 osób/km² (wśród 1467 gmin regionu Poitou-Charentes Saint-Coutant plasuje się na 748. miejscu pod względem liczby ludności, natomiast pod względem powierzchni na miejscu 738.).